# Aplochiton
Aplochiton is een geslacht van straalvinnige vissen uit de familie van snoekforellen (Galaxiidae).

## Soorten
- Aplochiton marinus Eigenmann, 1928
- Aplochiton taeniatus Jenyns, 1842
- Aplochiton zebra Jenyns, 1842